# Alabat
Alabat é um município de  quinta classe de renda municipal (d) na província Quezon, nas Filipinas. De acordo com o censo de 1 de maio  de  2020 possui uma população de 15 936 pessoas e 3 988 domicílios.